# Rodney Williams
Sir Rodney Errey Lawrence Williams GCMG (Swetes[carece de fontes?],2 de novembro de 1947) é um político antiguano, atual Governador-Geral de Antígua e Barbuda desde 14 de agosto de 2014.
Rodney é filho de Ernest Emmanuel Williams, ex-representante parlamentar do Partido Trabalhista de Antígua (ALP) para o distrito eleitoral de St Paul. Ele é médico de profissão e ingressou na política em 1984, como membro do Parlamento do distrito eleitoral de St Paul, anteriormente representado por seu pai. Entre 1992 e 2004, ele atuou no gabinete como ministro, mantendo de maneira variada ou conjunta os portfólios de educação, cultura, tecnologia, desenvolvimento econômico, turismo e meio ambiente. Ele representou St Paul até 2004, quando perdeu seu assento nas eleições gerais de 2004, quando seu partido, o Partido Trabalhista de Antígua, perdeu as eleições gerais para o Partido Progressista Unido.